# إرنست أوغريس
إرنست أوغريس (بالألمانية: Ernst Ogris)‏ (9 ديسمبر 1967 بفيينا في النمسا - 29 مارس 2017 بفيينا في النمسا) هو لاعب كرة قدم نمساوي في مركز الهجوم. شارك مع منتخب النمسا لكرة القدم. أما مع النوادي، فقد لعب مع أدميرا فاكر مودلينغ وأوستريا فيينا ونادي سانت بولتن ونادي هرتا برلين وSC Zwettl ‏.

## وصلات خارجية
- إرنست أوغريس على موقع قاعدة بيانات كرة القدم.إي يو (الإنجليزية)
- إرنست أوغريس على موقع ناشيونال فوتبول تيمز (الإنجليزية)
- إرنست أوغريس على موقع عالم كرة القدم.نت (الإنجليزية)